# Opel Frontera (2024)
De Opel Frontera is een cross-over SUV geproduceerd door Opel. De auto is met benzine en elektrische aandrijving en als hybride verkrijgbaar.
Van 1992 tot en met 2004 was er ook een Opel genaamd Frontera. Deze Frontera was een terreinauto. In 2021 werd de naam opnieuw vastgelegd, maar er was nog geen model bekendgemaakt. In 2024 kwam de nieuwe Frontera op de markt: een cross-over SUV die als de directe opvolger van de Opel Crossland wordt beschouwd.
De benzine-/hybridevariant heeft maximaal zeven zitplaatsen, de elektrische variant vijf.